# Stazione di Bolotana
Stazione di Bolotana vasútállomás Olaszországban, Szardínia régióban, Bolotana településen.

## Vasútvonalak
Az állomást az alábbi vasútvonalak érintik:
- Macomer-Nuoro-vasútvonal

## Kapcsolódó állomások
A vasútállomáshoz az alábbi állomások vannak a legközelebb: 
- Stazione di Lei
- Stazione di Tirso

## Lásd még
- Szardínia vasútállomásainak listája